# قاعدة فائقة
القاعدة الفائقة هي قواعد قوية جداً ولها ميل شديد تجاه البروتونات. يعد أيون الهيدروكسيد أقوى قاعدة في المحلول المائي، ولكن هنالك قلويات لها قيمة pKb أعلى مما في المحاليل المائية، ولهذه القلويات فوائد كثيرة في الصناعات العضوية، وهي أساسية في الكيمياء الفيزيائية العضوية. وصفت القلويات الفائقة واستخدمت منذ سنة 1850. ويتطلب العمل على هذه القلويات الفائقة توفر تقنيات خاصة بسبب تأثر هذه القلويات بالهواء وثاني أكسيد الكاربون والأكسجين، وتعمل الظروف الجوية الخاملة والضغوط الواطئة على تقليل تأثر القلويات بالظروف الجوية.